# Pjotr Venyiaminovics Szvidler
Pjotr Venyiaminovics Szvidler (Пётр Вениами́нович Свидлер; Leningrád, 1976. június 17. –) orosz sakkozó, a világ élvonalába tartozó nagymester. (Nemzetközileg ismert neve Peter Svidler, a magyar sakkirodalomban általában a Peter Szvidler nevet használják.)
A FIDE 2017. áprilisi világranglistáján 2747 Élő-ponttal a 19. helyet foglalta el. Élő-pontszáma a rapidsakkban 2729, villámsakkban 2797. Legjobb helyezése a 4. volt, amit először 2004 januárjában ért el. Legmagasabb Élő-pontszáma 2769 volt 2013. májusban.
Hatéves korában tanult meg sakkozni, nagymester tizennyolc évesen, 1994-ben lett.
Nyolcszoros orosz bajnok (1994, 1995, 1997, 2003, 2008, 2011, 2013, 2017). 2001-ben a FIDE Sakkvilágbajnokság elődöntőjéig jutott.
Trénere Andrej Lukin.
A Fischer random sakk (sakk960) egyik nagy népszerűsítője. 2003-ban megszerezte a sakk960 világbajnoki címét is (Lékó Pétert legyőzve egy nyolcjátszmás mérkőzésen). Kétszer is sikerrel védte meg ezt a címét, 2004-ben Levon Aronján 2005-ben Almási Zoltán ellen, de Aronjan 2006-ban mégis elvette tőle.
A 2005-ös FIDE-sakkvilágbajnokságon San Luisban a lehetséges 14-ből 8 és felet megszerezve Visuvanádan Ánanddal holtversenyben a második helyen végzett, a győztes Veszelin Topalov mögött. Ez az eredmény azt jelentette, hogy bejutott a 2007-es sakkvilágbajnokság döntőjébe, ahol nyolc játékos közt az ötödik helyet szerezte meg (14-ből hat és fél ponttal).
Szvidler krikettrajongó, álneve az Internet Sakk Klub szerverén a híres indiai krikettjátékos nevével megegyező Tendulkar. Bob Dylan zenéjének nagy híve.

## Fordítás
- Ez a szócikk részben vagy egészben  a   Peter Svidler című angol Wikipédia-szócikk ezen változatának fordításán alapul.  Az eredeti cikk szerkesztőit annak laptörténete sorolja fel. Ez a jelzés csupán a megfogalmazás eredetét és a szerzői jogokat jelzi, nem szolgál a cikkben szereplő információk forrásmegjelöléseként.